# Mario Frick
Mario Frick (Coira, Suiza, 7 de septiembre de 1975) es un exfutbolista y entrenador suizo-liechtensteiniano. Actualmente desempeña el cargo de primer entrenador del FC Lucerna.

## Carrera
Comenzó su carrera en el equipo juvenil de FC Balzers, en el que luego jugó 4 temporadas en el primer equipo a principios de los años 1990.
En 1994 jugó en el extranjero por primera vez en su carrera. El destino era el país donde tiene la mitad de la ciudadanía, Suiza.
El FC St. Gallen fue su primer club en el país helvético, donde permaneció siete temporadas jugando en otros clubes como el FC Basel y FC Zürich.
Jugó allí hasta que en el giro del Milenio, que marcó un salto de gigante en su carrera al mudarse a una de las mejores ligas del mundo, la italiana Serie A.

### AC Arezzo
Comenzó su viaje por Italia siendo el primer jugador de Liechtenstein en desempeñarse en Italia.
AC Arezzo lo fichó para jugar la temporada 2000-01, donde anotó una impresionante cantidad de 16 goles en 23 partidos.

### Hellas Verona
La aventura de Frick tomó vuelo cuando firmó un contrato con el entonces equipo de la Serie A Hellas Verona Football Club
Fue bajo la gestión del director italiano Alberto Malesani, que empleó una formación 3-4-3 ofensiva, con Frick siendo uno de los tres delanteros. Sus dos socios en el ataque fueron dos jugadores de gran futuro, Adrian Mutu Y Mauro Camoranesi.
Sin embargo, el club después de tres años de estancia en la Serie A desde que ascendiera 1999, hasta la última temporada en 2002. Verona fue relegado a la Serie B.
Frick y otros talentos internacionales como Adrian Mutu, Mauro Camoranesi, Alberto Gilardino, Martin Laursen, Massimo Oddo, Marco Cassetti y el entrenador Alberto Malesani no pudieron mantener el club en la máxima categoría.
Al final de la temporada 2001-02, firmó con otro equipo de la Serie B el Ternana Calcio.

### Ternana Calcio
Con Ternana, Frick jugado un total de 133 partidos, con 44 goles, un registro personal de Frick en términos de goles y apariciones con un solo club. Permaneció durante 4 temporadas en el club, antes del descenso de Ternana en 2006.

### AC Siena
Frick se trasladó a AC Siena en julio de 2006.
Llevaba el número 7 como uno de formación inicial del club, jugando en la Serie A una vez más.
En mayo de 2009, salió de Siena.

### FC St. Gallen
El 22 de junio de 2009 FC St. Gallen firmó al jugador de Liechtenstein como agente libre hasta junio de 2010.

### Grasshopper-Club Zürich
El 1 de enero de 2011, a la edad de 36 años, llegó como agente libre al Grasshopper donde no contó con muchas oportunidades y disputó solo 9 encuentros anotando 2 goles, uno a su exequipo, el FC St. Gallen

### Fussballclub Balzers
Su trayectoria en el fútbol suizo llegaría a su fin el 1 de julio de 2011, Frick volvió al equipo que le formó y le vio crecer asumiendo el rol de jugador-entrenador. Durante su segunda etapa en el Balzers, disputó 71 encuentros y anotó 7 goles

## Selección nacional
Frick hizo su debut con Liechtenstein en octubre de 1993 en un amistoso contra Estonia y se estableció casi de inmediato como un jugador clave para la Selección de fútbol de Liechtenstein. Frick tuvo un enfrentamiento con el seleccionador nacional, Ralf Loose, y la Asociación de Fútbol de Liechtenstein le apartó del equipo cerca del final de la fase de clasificación para la Copa Mundial de Fútbol de 2002. Este episodio está registrado en el libro de Charlie Connelly, Lugar Predilecto: La búsqueda de Liechtenstein por la Copa Mundial. Después de los cambios relacionados tanto con la Asociación de Fútbol de Liechtenstein y el entrenador, Frick volvió a ser parte del equipo, que incluía jugar dos partidos contra la Inglaterra.
Durante la eliminatoria para la Eurocopa 2008 contra Letonia, Frick anotó el único gol del juego que trajo Liechtenstein su primera victoria sobre un equipo que se había clasificado para un torneo importante.
Disputó un total de 126 encuentros anotando 16 goles, estableciéndose como el máximo goleador histórico de la selección alpina.

## Clubes
| Club           | País          | Año       |
| -------------- | ------------- | --------- |
| FC Balzers     | Liechtenstein | 1990-1994 |
| St. Gallen     | Suiza         | 1994-1996 |
| FC Basel       | Suiza         | 1996-1999 |
| FC Zürich      | Suiza         | 1999-2000 |
| AC Arezzo      | Italia        | 2000-2001 |
| Hellas Verona  | Italia        | 2001-2002 |
| Ternana Calcio | Italia        | 2002-2006 |
| AC Siena       | Italia        | 2006-2009 |
| St. Gallen     | Suiza         | 2009-2011 |
| Grasshopper    | Suiza         | 2011      |
| FC Balzers     | Liechtenstein | 2011-2016 |